# Ngô Đức Thịnh
Ngô Đức Thịnh (1944-2020) là một nhà nghiên cứu văn hóa Việt Nam, ông nguyên là Viện trưởng Viện Nghiên cứu Văn hóa Việt Nam

## Tiểu sử
Ông sinh năm 1944 tại Hải Phúc, Hải Hậu, Nam Định
Năm 1980, ông bảo vệ luận án Tiến sĩ và sau đó năm 2002 được phong hàm giáo sư
Từ năm 1994-2004, ông là Viện trưởng Viện nghiên cứu văn hóa dân gian Việt Nam nay là Viện nghiên cứu văn hóa Việt Nam
Từ năm 2000-2005, ông là Tổng biên tập Tạp chí Văn hóa dân gian
Ông từng là Giám đốc Trung tâm nghiên cứu và bảo tồn văn hoá tín ngưỡng Việt Nam (http://daomauvietnam.com/ Lưu trữ ngày 15 tháng 5 năm 2011 tại Wayback Machine), Ủy viên Hội đồng Di sản văn hóa Quốc gia và Phó Chủ tịch Hội đồng Folklore châu Á
Ông mất ngày 6 tháng 6 năm 2020.

## Tác phẩm
Các công trình chính đã xuất bản
- Văn hóa tộc người và văn hóa Việt Nam, Nhà xuất bản Khoa học Xã hội, 2006
- Văn hóa vùng và phân vùng văn hóa ở Việt Nam, do Nhà xuất bản Khoa học xã hội, 1993
- Trang phục cổ truyền các dân tộc Việt Nam, Nhà xuất bản Văn hoá dân tộc, Hà Nội, 1994
- Tìm hiểu nông cụ cổ truyền Việt Nam: Lịch sử và loại hình, Nhà xuất bản Khoa học xã hội, Hà Nội, 1996;
- Hát văn – 1992
- Đạo Mẫu (2 tập, 1994 - tái bản bốn lần)
- Lên đồng, hành trình của thần linh và thân phận - 2008
- Về Tín ngưỡng Lễ hội cổ truyền, Nhà xuất bản Văn hóa Thông tin
- Chủ biên: Tín ngưỡng và Văn hóa Tín ngưỡng ở Việt Nam, Nhà xuất bản Khoa học xã hội - 2001
- Chủ biên: Đạo Mẫu và các hình thức shaman trong các tộc người ở Việt Nam và châu Á, Nhà xuất bản Khoa học xã hội
- "Điều tra, sưu tầm, bảo quản, biên dịch và xuất bản kho tàng Sử thi Tây Nguyên
- Khám pháp ẩm thực truyền thống Việt Nam, Nhà xuất bản Trẻ 2010
- Bản sắc Văn hóa vùng ở Việt Nam, Nhà xuất bản Giáo dục - 2009
- Những giá trị Văn hóa truyền thống Việt Nam, Nhà xuất bản Chính trị Quốc gia - 2010
- Bảo tồn, làm giàu và phát huy các giá trị Văn hóa truyền thống Việt Nam trong đổi mới và hội nhập, Nhà xuất bản Khoa học Xã hội - 2010
- Những mảng màu Văn hóa Tây Nguyên, Nhà xuất bản Trẻ - 2007
- Luật tục M'nong (Ngô Đức Thịnh - Điểu Câu - Trần Tấn Vịnh), Nhà xuất bản Chính trị Quốc gia - 1998
- Luật tục Êđê (Ngô Đức Thịnh, Chu Thái Sơn, Nguyễn Hữu Thấu), Nbx Văn hóa Dân tộc

## Các bài viết
- Văn hóa dân gian và Văn hóa dân tộc Lưu trữ ngày 24 tháng 4 năm 2021 tại Wayback Machine
- Lý thuyết "trung tâm và ngoại vi" trong nghiên cứu không gian văn hóa Lưu trữ ngày 9 tháng 7 năm 2011 tại Wayback Machine
- Lên đồng và các khuynh hướng biến đổi Đạo Mẫu và Lên đồng Lưu trữ ngày 29 tháng 5 năm 2011 tại Wayback Machine
- Lên Đồng cuộc hành trình của các thần linh Lưu trữ ngày 3 tháng 6 năm 2011 tại Wayback Machine
- Thánh Mẫu Liễu Hạnh, từ vị Tiên Chúa đến Thần chủ Đạo Mẫu Việt Nam - Báo cáo khoa học tại Hội thảo khoa học: Di tích lịch sử văn hóa phủ Quảng Cung Lưu trữ ngày 15 tháng 6 năm 2011 tại Wayback Machine
- Quốc Tổ Hùng Vương - biểu tượng cuội nguồn của quốc gia dân tộc Việt Nam[liên kết hỏng]
- Tếp cận nông thôn Việt Nam từ mạng lưới xã hội và vốn xã hội cho phát triển Lưu trữ ngày 28 tháng 3 năm 2022 tại Wayback Machine
- Chúng ta đang làm gì với Hà Nội? Lưu trữ ngày 4 tháng 3 năm 2016 tại Wayback Machine
- Bảo tồn và phát huy văn hóa phi vật thể Lưu trữ ngày 27 tháng 1 năm 2008 tại Wayback Machine

## Video
- Tọa đàm về Lên Đồng tại Trung tâm Văn hóa Pháp
- Tọa đàm về Nghị định 75/2010/NĐ-CP Quy định xử phạt vi phạm hành chính trong hoạt động văn hóa